# Vespa (album)
Vespa – pierwszy studyjny album polskiego zespołu ska, Vespa, wydany 1997 roku przez niezależną wytwórnie QQRYQ Productions. W 2008 nastąpiła reedycja kasety.

## Lista utworów na kasecie
1. Kobiety Omanu
2. Dzielnice
3. Włóczęga
4. Skutermania!
5. Pustka
6. Skakanka
7. KNS
8. Fantomas
9. Żaden Pech
10. Johnny
11. Ogniu Krocz ze Mną
12. Sąsiedzi
13. Ostatni do Pęczerzyna
14. Wiejska Przygoda
15. Zbieg
16. Łobuzerka

## Reedycja
W 2008 roku wydana została reedycja albumu na płycie kompaktowej. Płyta wydała wytwórnia Showbiz Monstaz Records. Ukazały się dwie edycje, normalna oraz 500 sztuk numerowanej edycji limitowanej. Album, oprócz utworów z pierwszego wydania, zawiera również 7 bonusowych piosenek.

### Lista utworów
1. Kobiety Omanu
2. Dzielnice
3. Włóczęga
4. Skutermania
5. Pustka
6. Skakanka
7. KNS
8. Fantomas
9. Żaden Pech
10. Johnny
11. Ogniu Krocz ze Mną
12. Sąsiedzi
13. Ostatni do Pęczerzyna
14. Wiejska Przygoda
15. Zbieg
16. Łobuzerka

Piosenki bonusowe:
1. Hans Kloss
2. Generał
3. Lolita
4. Wiejska Przygoda
5. Grzesiu
6. Ruski bas
7. Vespa
8. Ulice Paryża

## Skład
- Alicja - saksofon tenorowy, wokal
- Ania - trąbka
- Szymon - saksofon altowy
- Patryk - wokal
- Maciek - gitara
- Krzaq - gitara basowa
- Arek - perkusja
- Grzesiek - keyboard

gościnnie wystąpili:
- Kopek - wokal w KNS
- Daniel - bongosy w Ogniu krocz ze mną
- Dominik - rozmowy w Łobuzerka